# Domenico Vigna
Domenico Vigna (mort en 1647) est un botaniste italien du XVIIe siècle.

## Biographie
Domenico Vigna fut directeur du jardin botanique de Pise en 1616-1617 et en 1632-1634.
Le genre Vigna (Fabaceae), qu'il avait distingué de Phaseolus, lui a été dédié par Gaetano Savi en 1824.

## Œuvre
- Animadversiones, sive Observationes in libros de Historia et de causis plantarum Theophrasti, Apud S. Marchettum et C. Massinum, 1625, 118 p.